# 김신의 (가수)
김신의(1977년 9월 7일 ~ )는 대한민국의 가수 겸 뮤지컬 배우이자 몽니의 리더이자 보컬이다.

## 학력
- 여의도고등학교 (졸업)
- 목원대학교 (졸업)

## 뮤지컬
- 2008년 ~ 2008년 : 《록키 호러 쇼》 - 리프라프 역
- 2012년 ~ 2013년 : 《락 오브 에이지》 - 스테이시 역
- 2013년 ~ 2013년 : 《지저스 크라이스트 슈퍼스타》 - 유다 역
- 2013년 ~ 2014년 : 《머더 발라드》 - 마이클 역
- 2015년 ~ 2015년 : 《곤, 더 버스커》 - 최곤 역
- 2015년 ~ 2015년 : 《고래고래》 - 영민 역
- 2015년 ~ 2016년 : 《머더 발라드 - 김신의》 - 탐 역
- 2016년 ~ 2016년 : 《마리아 마리아》 - 예수 역
- 2016년 ~ 2016년 : 《고래고래》 - 영민 역
- 2016년 ~ 2017년 : 《구텐버그》 - 버드 역
- 2022년 ~ 2023년 : 《삼총사》 - 아라미스 역

## 그 외 활동

### 방송 프로그램
- 2011년 KBS2 《TOP밴드》 - (심사위원으로 김신의 단독 출연)
- 2012년 Mnet 《윤도현의 MUST》 - 몽니
- 2013년 Mnet 《MUST 밴드의 시대》 - 몽니
- 2013년 MBC MUSIC 《피크닉 라이브 소풍》 - 몽니
- 2013년 Mnet 《쇼미더머니》 - (김신의)
- 2015년 MBC 《나는 가수다 3》 - 몽니
- 2015년 JTBC 《백인백곡 끝까지 간다》 - 몽니
- 2016년 KBS2 《불후의 명곡 - 전설을 노래하다》 - 몽니
- 2016년 KBS2 《유희열의 스케치북》 - 몽니
- 2016년 MBC 《미스터리 음악쇼 복면가왕》 - 소 키우는 견우 (김신의 단독 출연)
- 2017년 KBS2 《노래싸움 - 승부》 출연

### 영화
- 《마차 타고 고래고래》 (2017년) - 영민 역

### 광고
- 2012년 더 슈트 하우스 광고모델 - 몽니

## 수상 내역
- 2004년 KTF 매직 앤 가요제 YAMAHA '특별밴드상' 수상 - 몽니
- 2005년 쌈지사운드 페스티벌 ‘숨은 고수’ 수상 - 몽니
- 2009년 한국 컨텐츠 진흥원 ‘루키 뮤직 어워드’ 수상 - 몽니
- 2012년 올레 뮤직 ‘이달의 아티스트상’ 수상 - 몽니
- 2012년 KBS2 ‘TOPBAND2’ 3등 수상 - 몽니
- 2018년 제38회 황금촬영상 신인남우상 - 《마차 타고 고래고래》